# NGC 1779
NGC 1779 este o intermediate spiral galaxy⁠(d) situată în constelația Eridanul. A fost descoperită în 30 ianuarie 1786 de către William Herschel. Se află la o distanță de 36,98 de megaparseci de Pământ.